# São Félix do Tocantins
São Félix do Tocantins este un oraș în Tocantins (TO), Brazilia.